# Савицкий, Дмитрий Владимирович
Дми́трий Влади́мирович Сави́цкий (род. 16 марта 1971 года, Москва) — основатель радиостанции «Серебряный дождь».

## Биография
Дмитрий Владимирович Савицкий родился 16 марта 1971 года в Москве.
- 1995 год — основал радио «Серебряный Дождь»,
  - где занял пост генерального директора.
- сентябрь 2016 год — покинул должность генерального директора;
  - тогда же стал директором по спецпроектам.